# Площанский, Венедикт Михайлович
Венедикт Михайлович Площанский (1834 год — 1902 год) — галицко-русский писатель, публицист и общественный деятель.

## Биография
Родился в 1834 году. Образование получал во Львовском университете. Являясь сторонником единства русского народа в трёх его ветвях — белорусской, великорусской и малорусской, участвовал в галицко-русском движении за национальное возрождение в Австро-Венгерской империи. Примыкал к «святоюрцам». 5 мая 1870 года принят в Ставропигийский институт. В 1871—1887 годах работал редактором, а позднее и издателем крупной галицко-русской газеты «Слово». В 1882 году выступал фигурантом «Дела Ольги Грабарь», открытого властями в рамках борьбы с «русофилами», получив 5 месяцев тюремного заключения. В 1887 году переехал в Россию, принял русское подданство и стал работать в Виленской комиссии по разбору древних актов. Был членом Московского археологического общества. Являлся исполняющим обязанности отдельного цензора по внутренней цензуре в Вильно с 3 марта 1894 года по 24 февраля 1901 года.

## Труды
- Прошлое Холмской Руси по архивным документам XV—XVIII веков и другим источникам. Вильно, 1899.